# Hulda fra Holland
Hulda fra Holland er en amerikansk stumfilm fra 1916 af John B. O'Brien.

## Medvirkende
- Mary Pickford som Hulda.
- Frank Losee som John Walton.
- John Bowers som Allan Walton.
- Russell Bassett som Peter.
- Harold Hollacher som Yacob.